# Castillo de La Almolda
El castillo de La Almolda es un castillo medieval de origen musulmán que se encuentra situado en la localidad Zaragozana de La Almolda.

## Reseña
El castillo fue conquistada por Alfonso I el Batallador en 1118, durante su ofensiva en las zonas bajas del valle del Ebro y tras su conquista fue entregado a tenentes para su gobierno, debido a su importancia estratégica. Conforme se fue desplazando la frontera hacia el sur, perdió rápidamente su importancia y fue entregado en señorío a diversos dueños entre los que se encuentra Berenguer de Bardají, Justicia de Aragón y barón de La Almolda en la época del Compromiso de Caspe.

## Descripción
Del castillo solo quedan unos restos de muralla de unos seis metros de longitud con unos pequeños torreones a los lados construidos en tapial con piedras irregulares.

## Catalogación
El castillo de La Almolda está inscrito en el Registro Aragonés de Bienes de Interés Cultural al estar incluido dentro de la relación de castillos considerados Bienes de Interés Cultural en virtud de lo dispuesto en la disposición adicional segunda de la Ley 3/1999, de 10 de marzo, del Patrimonio Cultural Aragonés. Este listado fue publicado en el Boletín Oficial de Aragón del día 22 de mayo de 2006.